# Bádminton en los Juegos Olímpicos de Los Ángeles 2028
El torneo de bádminton en los Juegos Olímpicos de Los Ángeles 2028 se realizará en el Galen Center de Los Ángeles en julio de 2028.